# Hisar
För andra betydelser, se Hisar (olika betydelser).
Hisar (äldre namnform Hissar) är en stad i den indiska delstaten Haryana. Den är administrativ huvudort för ett distrikt med samma namn och beräknades ha cirka 350 000 invånare 2018.